# Грім (БпЛА)
ST-35 «Тихий Грім» (англ. ST-35 Silent Thunder) — український баражуючий боєприпас, що розробляється НВП «Атлон Авіа». Вперше продемонстрований 2019 року.
Комплекс має унікальний спосіб запуску за допомогою допоміжного мультикоптера, який після підняття баражуючого боєприпасу на висоту і від'єднання, продовжує політ і виконує роль ретранслятора сигналу.

## Історія
Розробники працювали над створенням засобу дорозвідки та ураження цілей на великій глибині в закритих позиціях. Вони поставили мету розробити засіб високоточного ураження цілей з мінімальною шкодою для мирного населення та навколишніх об'єктів цивільної інфраструктури. Так з'явилося тактико-технічне завдання на створення баражуючого боєприпасу.
Безпілотний комплекс «Грім» був вперше продемонстрований у жовтні 2019 року на виставці «Зброя та безпека» у Києві. Станом на осінь 2019 року, розробники тестували першу версію боєприпасу під шифром ST-35, з першим типом бойової частини — термобаричним. Декілька серійних зразків планували закінчити до кінця вересня, а у жовтні-листопаді планували провести перші випробування серійних зразків для підтвердження основних тактико-технічних характеристик, у тому числі ефективності бойової частини для враження типових цілей.

## Опис
Запуск баражуючого боєприпасу відбувається за допомогою допоміжного мультироторного літального апарата. Мультиротор вертикально піднімає боєприпас на висоту 500 м, після чого той від'єднується та прямує в район цілі. Сам мультиротор піднімається далі на висоту близько 1000 метрів і залишається у повітрі, виконуючи роль ретранслятора сигналу. На такій висоті він здатен підтримувати стійкий зв'язок з баражуючим боєприпасом на відстані до 30-40 км.
Баражуючий боєприпас перебуває у двох головних фазах польоту: горизонтальний політ при наближенні до району цілі, та пікірування після наведення на ціль. Ураження цілі відбувається на кутах, близьких до нормалі, тобто майже вертикально зверху. Для підвищення керованості у фазі пікірування, апарат виготовлено за схемою біплана з двома наборами X-подібних площин, які встановлені на фюзеляжі.
Корпус виконаний з композитних матеріалів (скло- та вуглеволокно). Бойова частина розташована у носовій частині, має довжину близько 300 мм та ширину 90-100 мм. Перша у черзі на розробку термобарична БЧ (яка вже є), наступними типами будуть осклово-фугасна та кумулятивна. Плануємий радіус бойового застосування – 30 км.
В носовій частині апарата-боєприпаса розташований оптико-електронний блок наведення, який виконано змінним: можна встановити телевізійну або інфрачервону голівку.
Оператор бере участь у знищенні об'єкта виключно до моменту, коли ціль виявлено та підтверджено — надалі комплекс працює автономно: сам апарат обробляє відеосигнал та автоматично коригує траєкторію до моменту влучення в ціль.
- Баражуючий боєприпас з допоміжним мультиротором.
- Мультиротор, який виконує функцію підйомника і ретранслятора.

Комплекс розробляється з мінімальною прив'язкою до систем навігації GPS/GLONASS, які можуть глушитися в зоні бойових дій засобами радіоелектронної боротьби.
Весь комплекс – а це три боєприпаси, що є одноразовими, укладається у три тактичні рюкзаки вагою до 15 кг, що дає можливість переміщатися розрахунку на необхідні позиції. Час розгортання комплексу не більше 15-20 хвилин.

## Технічні характеристики
За даними виробника:
- Крейсерська швидкість: 120 км/год
- Час у повітрі: 60 хв
- Радіус дії: 30—40 км
- Злітна вага: до 10 кг
- Бойова частина: 3,5 кг
- Кругове відхилення: до 2—3 м

### Номенклатура бойових частин
- термобарична
- кумулятивна
- осколково-фугасна

## Оцінки
За оцінками Михайла Жирохова, унікальний спосіб запуску безпілотника за допомогою мультикоптера, а не через стандартну механічну чи пневматичну катапульту, може бути вимушеним кроком через необхідність утримувати стійкий відеосигнал. Він також оцінив сценарій застосування боєприпасу як приклад тактики «війни малих груп», тобто зброї для військ спецпризначення, які матимуть змогу у складі невеликого загону знищити виявлену ціль супротивника типу станції РЕБ чи командного пункту.